# 御仕置例類集
御仕置例類集（おしおきるいれいしゅう）とは、江戸幕府が作成した刑事事件に関する判例集。

## 概要
老中が各奉行から伺いが立てられた刑事事件に関する事案を評定所に諮問し、その答申である評議書を犯罪の事例、犯罪者の身分・年齢・性別などによって分類・整理したもの。
編纂年代順に
1. 古類集（30冊）－明和8年（1771年）－享和2年（1802年）分[1]（文化元年（1804年）成立）
2. 続類集（31冊）－享和3年（1803年）－文化11年（1814年）分[1]
3. 新類集（38冊）－文化12年（1815年）－文政9年（1826年）分[2]
4. 天保類集（65冊）－文政10年（1827年）－天保10年（1839年）分[2]
5. 新々類集（79冊）－天保11年（1840年）－嘉永5年（1853年）分[2]

以上、5度の編纂が確認されている。
それぞれ色違いの表紙をもって区別されていた。奉行や代官には、自己で専決できる事例・刑罰に制限が設けられており、それを超えるような事件については老中に伺いを立てて判断を仰ぎ、老中はその事案について評定所に諮問することになっていた。
『御仕置例類集』はその際に作成した評議書（答申）をまとめたものである。複数回評議した記録や少数意見に関する記載についても載せられており、また公事方御定書の法解釈について触れていることから、御定書とともに極秘の扱いを受け、評定所・町奉行・勘定奉行・寺社奉行・京都所司代・大坂城代のみが保管を許されていた。
新々類集は唯一の現存本とされていた評定所旧蔵本が関東大震災において焼失したが、残りの4つは江戸幕府滅亡の際に寺社奉行から明治政府に引き渡されたものが、国立国会図書館に所蔵されている。

## 目録
国立国会図書館によって、『旧幕引継書目録』が作成され、この７・８巻が御仕置例類集の目録である。
- 『旧幕引継書目録7 御仕置例類集 細目 上』国立国会図書館、1965年。
- 『旧幕引継書目録8 御仕置例類集 細目 下』国立国会図書館、1966年。